# Camila López
Camila Andrea López Lillo (Quinta Normal, 11 de enero de 1989) es una actriz de televisión y publicista chilena, conocida popularmente por su papel de Gaby en la serie juvenil BKN (2004-2011) de Mega.

## Carrera
En 2001 cuando tenía 12 años realizó su primera aparición en televisión en La familia, sección del programa Hola Andrea de Mega que recreaba situaciones domésticas.
En 2004, comenzó a grabar la primera serie infantil del canal privado, BKN, en donde personificó a "Gaby", una de las protagonistas. Lo que era una apuesta sin mayores ambiciones, se convirtió en todo un fenómeno en sintonía y la serie se mantuvo hasta 2012 al aire con once temporadas. Eso sí, ella renunció en el penúltimo ciclo, cuando ya tenía 22 años y alejándose de la televisión. Por este rol, ganó como Mejor actriz juvenil en los Premios TV Grama.
En paralelo a las grabaciones de BKN, participó en varios proyectos de ficción como la versión chilena de la sitcom La nany y la superproducción Adiós al séptimo de línea del director Alex Bowen, todos emitidos por Mega. Además, fue conductora y panelista de algunos programas del canal.
Tras varios años alejada de la escena pública, en 2014 reapareció, pero en el teatro. En la obra Edmond de Mori Bellavista, encarnó a una trabajadora sexual, sorprendiendo al público con un personaje distinto a sus trabajos anteriores. En el mismo recinto, más tarde estuvo junto a Claudia Celedón en 12 horas de amor con Cata Valdivieso.

## Series de Televisión
| Series    | Series                    | Series                   | Series | Series                     |
| Año       | Series                    | Rol                      | Canal  | Notas                      |
| --------- | ------------------------- | ------------------------ | ------ | -------------------------- |
| 2004-2011 | BKN                       | Gabriela "Gaby" Ferrada  | Mega   | Temporada 1-10 (2004-2011) |
| 2005      | La Nany                   | Catalina Valdivieso      | Mega   | Protagonista               |
| 2006      | Casado con hijos          | Fernanda "Feña" Palacios | Mega   | 1 episodio (Invitada)      |
| 2007-2008 | Índigo                    | Isabel "Isa"             | Mega   | Coprotagonista             |
| 2010      | Adiós al séptimo de línea | Margarita Collins        | Mega   | Secundario                 |

## Programas de televisión
- Hola Andrea (Mega, 2001)
- Zoolo TV (Mega, 2004-2007)
- Alquimia en acción (Mega, 2007)
- Mira quién habla (Mega, 2008)
- Solo para reír (Mega, 2008)
- Salas de juego (Mega, 2011)

## Premios
| Año  | Premiación | Categoría            | Trabajo | Resultado |
| ---- | ---------- | -------------------- | ------- | --------- |
| 2007 | BKN Awards | Actriz Joven + BKN   | BKN     | Nominada  |
| 2008 | TV Grama   | Mejor actriz juvenil | Bakán   | Ganadora  |